# David Morris (1930–2007)
David Morris (ur. 28 stycznia 1930 w Kidderminster, zm. 24 stycznia 2007) – brytyjski i walijski polityk, działacz pacyfistyczny, poseł do Parlamentu Europejskiego II, III i IV kadencji.

## Życiorys
Urodził się w Anglii, w dzieciństwie został adoptowany przez rodzinę z zachodniej Walii. W wieku 15 lat wstąpił do Partii Pracy. Pracował w hucie stali i w kopalni, po uzyskaniu stypendium kształcił się w Ruskin College, następnie na Swansea University i w United Theological College w Aberystwyth. Od 1958 do 1962 pracował jako minister prezbiteriański, później jako pracownik socjalny. Był radnym dystryktu i radnym rady hrabstwa, w 1983 bez powodzenia kandydował do Izby Gmin w okręgu Brecon and Radnorshire.
Od 1984 do 1999 przez trzy kadencje sprawował mandat eurodeputowanego, zasiadając w grupie socjalistycznej.
Przez wiele lat był zaangażowany w działalność ruchów antywojennych i antynuklearnych, od 1990 do 2001 kierował oddziałem ruchu Campaign for Nuclear Disarmament.